# 拉姆·巴哈杜尔·班坚
拉姆・巴哈杜尔・班坚（梵語： राम बहादुर बम्जन，拉丁轉寫：Ram Bahadur Bomjon，1990年4月9日—），舊法號巴登多杰（Palden Dorje），俗称“佛男孩”，或“灵修少年”，现称为大全覺法和祜如尚士，是尼泊爾有爭議的修行者。

## 簡歷
拉姆・巴哈杜爾・班堅在1990年4月9日凌晨2:25至4:00之间，出生於尼泊尔巴拉县拉坦普尔村庄。
BBC曾为他制作了纪录片《灵修少年》。他的苦行禅修开始于2005年5月16日。2006年3月，他曾被报道在他禅修的树洞里失踪了数月，但在几星期后被发现。随即，他又独自上路，但于2006年12月26日又被人们寻找到。之后，他便消失了。据他后来所说，他当时其实已转移到丛林深处的一株千年龙华树下苦行禅修了。
2008年11月10日，班堅在尼泊尔巴拉县拉坦普尔村庄重现，长发披肩身着白袍，容貌俊美，并在那株龙华树下与他的追随者，一行若干人，进行了交谈。
2011年5月，班堅完成了他6年的苦修。来自世界各地的人们在龙华树下为他举行了盛大的法会。

## 爭議事件
孟買的追隨者聲稱他冥想了幾個月而沒有進食或睡覺，這引起了記者的質疑。
2010年，班堅因襲擊17位村民而接受調查。班堅聲稱他們是故意打擾和模仿他的冥想，儘管村民說他們只是在尋找野菜。班堅聲稱在他們“試圖操縱”他之後僅用雙手對他們採取了“輕微行動”，並在他們道歉後就停止行動。然而，受害者聲稱，他用斧頭柄擊打他們的頭部和背部三個小時，對其中一名受害者造成了嚴重傷害。班堅拒絕參加任何可能的審判，他說：“您認為冥想的哲人會去法院聽審嗎？我根據神聖法對他們採取了行動。” 
2012年，尼泊爾警方宣布已從班堅的追隨者中救出一名斯洛伐克婦女；但其他報導稱，在媒體報導了綁架事件後，她已被釋放。《新聞周刊》報導說，她是被兩名孟買男子騎著摩托車從一家旅館帶走的，綁在樹上三個月，並被指控從事巫術活動，以打擾男孩的冥想。然而，另一報導稱她是從修道院被帶走的。當她被釋放時，她的胳膊骨折了。在她獲釋一周後，班堅的兄弟姐妹指控他整夜扣押他的兄弟，並毆打他的一個兄弟姐妹。不久之後，班堅的追隨者襲擊了五名記者，並銷毀了他們的相機，就在他們錄製一場班堅的講道之後。
2018年9月，班堅被指控強奸一名18歲的女修行者近2年。在女權團體的一次新聞發布會上，這位女子還指責班堅的妻子試圖隱瞞虐待行為，以免“吸引對該教派的攻擊”。班堅的支持者聲稱，這名女子實際上是參與盜竊，並已被趕出寺院。
2019年初，在四名信徒的家人抱怨他們從孟買的幾個集會所失踪之後，啟動了調查。